# Berså (porslin)

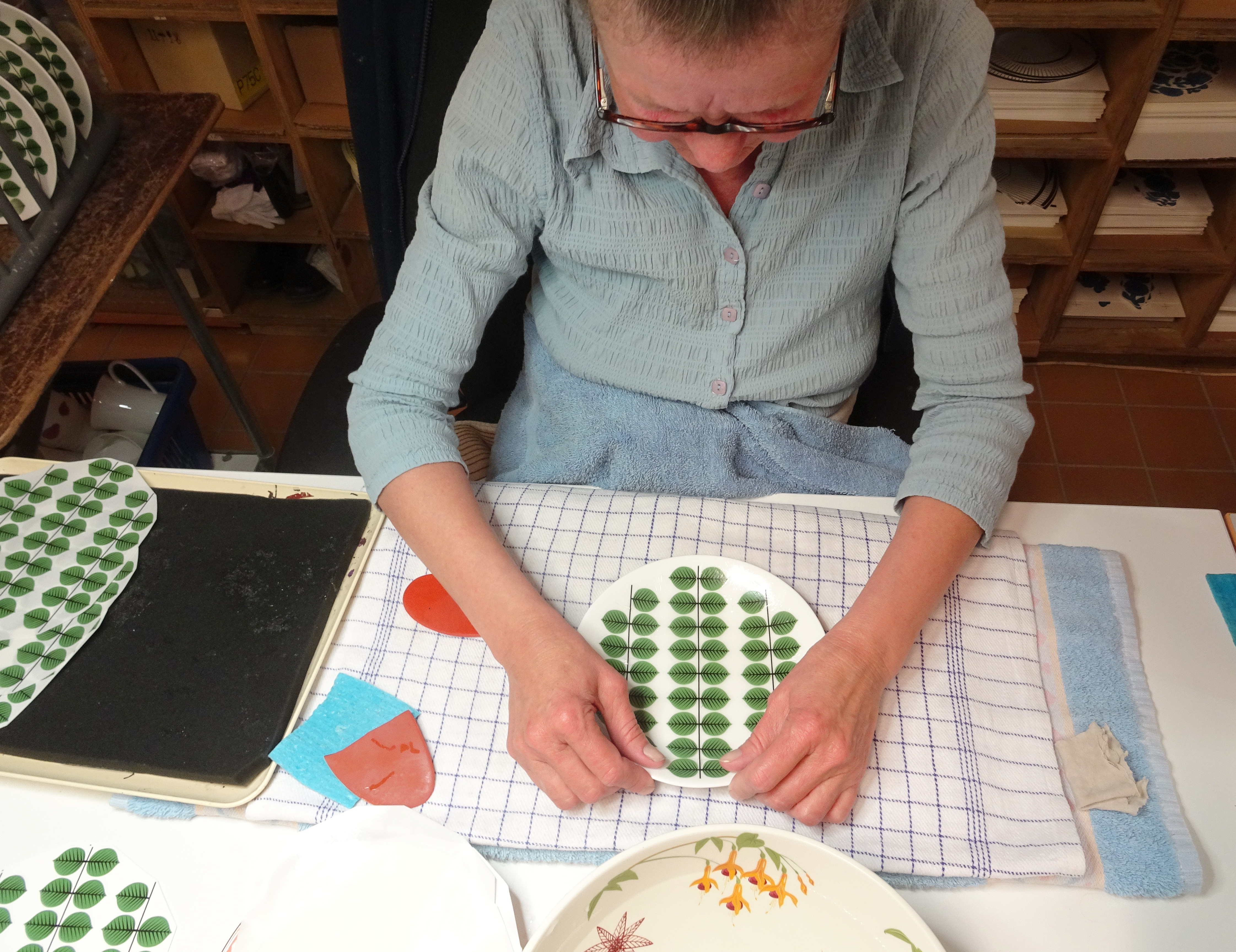
Mönstret appliceras på en assiett.

Berså var från början ett mönster till serviser, skapat 1960 av Stig Lindberg för Gustavsbergs porslinsfabrik. Mönstret ritades av Lindbergs assistent Krister Karlmark. Som servis tillverkades serien mellan 1961 och 1974 och produktionen återupptogs år 2005.

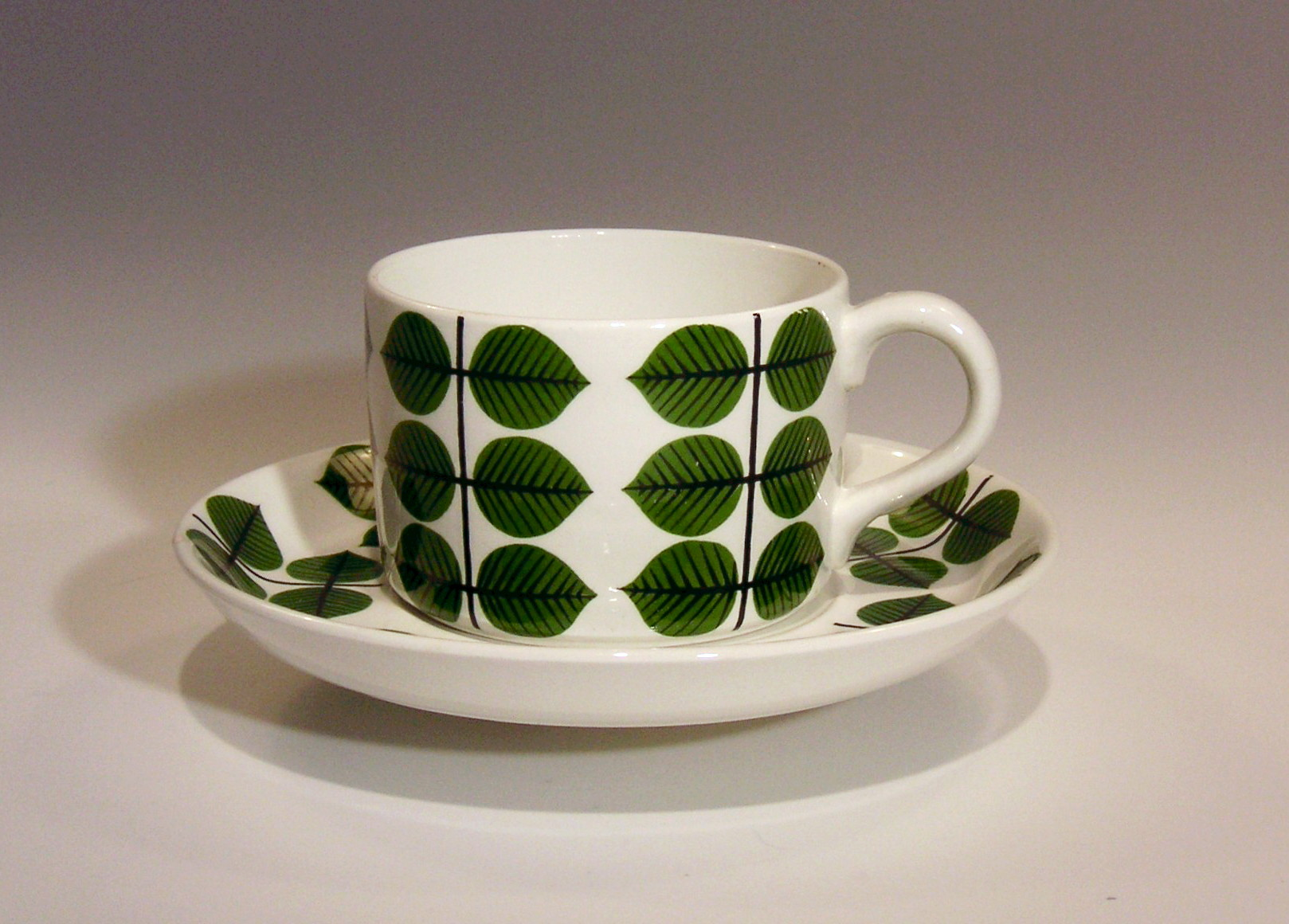
Originalkoppen Berså

Mönstret har vit botten och ett mönster av klargröna rundade blad som växer parvis i vertikala rader. Mönstret användes främst till att dekorera en mycket geometrisk servis som Lindberg också smyckade med andra mönster, men det gröna bladmönstret och den geometriska servisen blev så starkt förknippade med varandra och så populära att man idag snarare talar om Berså-servisen. 
Gustavsberg tillverkade servisen fram till och med 1974, och tack vare den stora popularitet som mönstret och Stig Lindberg fått på senare år började man 2005 nytillverka exempelvis kaffekoppar med Berså-mönstret.
2022 lanserades vinet Berså Terra Alta på svenska Systembolaget. Flaskan pryds av Berså-mönstret.